# Округ Млада Болеслав
Округ Млада Болеслав (чеш. Okres Mladá Boleslav) је округ у Средњочешком крају, у Чешкој Републици. Административно средиште округа је град Млада Болеслав.

## Становништво
Према подацима о броју становника из 2012. године округ је имао 123.736 становника.